# Acanthocyclops fonticulus
Acanthocyclops fonticulus – gatunek widłonoga z rodziny Cyclopidae, nazwa naukowa gatunku została po raz pierwszy opublikowana w 2007 roku przez południowokoreańskich biologów Lee Ji-mina i Chang Cheon-younga.